# Chaetocoelopa littoralis
Chaetocoelopa littoralis är en tvåvingeart som först beskrevs av Frederick Wollaston Hutton 1881.  Chaetocoelopa littoralis ingår i släktet Chaetocoelopa och familjen tångflugor. Inga underarter finns listade i Catalogue of Life.